# La Gerla
La Gerla är en bergstopp i Österrike, på gränsen till Italien.   Den ligger i distriktet Innsbruck-Land och förbundslandet Tyrolen, i den västra delen av landet, 400 km väster om huvudstaden Wien. Toppen på La Gerla är 2 945 meter över havet, eller 376 meter över den omgivande terrängen. Bredden vid basen är 4,9 km.
Terrängen runt La Gerla är huvudsakligen bergig, men den allra närmaste omgivningen är kuperad. Runt La Gerla är det ganska glesbefolkat, med 26 invånare per kvadratkilometer.. Närmaste större samhälle är Steinach am Brenner, 12,7 km nordväst om La Gerla. 
Trakten runt La Gerla består i huvudsak av gräsmarker.